# Artediellus ochotensis
Artediellus ochotensis és una espècie de peix pertanyent a la família dels còtids.

## Descripció
- Fa 9 cm de llargària màxima.[5][6]

## Hàbitat
És un peix marí, demersal i de clima temperat que viu entre 4 i 100 m de fondària.

## Distribució geogràfica
Es troba al Pacífic nord-occidental: des de Hokkaido fins al nord del mar del Japó i l'oest del mar de Bering.

## Observacions
És inofensiu per als humans.